# 足立区立渕江第一小学校
足立区立渕江第一小学校（あだちくりつ ふちえだいいちしょうがっこう）は、東京都足立区保木間3丁目にある公立小学校。

## 沿革
- 1966年（昭和41年）9月30日 - 足立区が校地11,247 m2の買収を決定[2]。
- 1967年（昭和42年）
  - 4月1日 - 足立区内51校目として開校。校舎未落成のため、渕江小学校内で授業を開始。開校時点の学級数は13学級で、児童数は514人[2]。
  - 6月23日 - 校舎（2,970 m2）を落成し、移転[2]。
- 1970年（昭和45年）11月16日 - 岩石園を設置。
- 1991年（平成3年）10月22日 - 足立区国際理解教育推進校に指定[2]。
- 1993年（平成5年）4月1日 - 都ボランティア活動協力校に指定[2]。
- 1996年（平成8年）4月1日 - 足立区ボランティア活動推進校に指定[2]。
- 1999年（平成11年）11月30日 - 校舎の耐震補強工事を実施[2]。
- 2002年（平成14年）1月29日 - 開かれた学校づくり協議会が発足[2]。
- 2005年（平成17年）4月1日 - 家庭教育部が発足[2]。
- 2007年（平成19年）4月1日 - 授業改善教育研究指定校に指定[2]。
- 2009年（平成21年）11月5日 - 渕一ぱれっとを開始[2]。
- 2010年（平成22年）10月31日 - 体育館の耐震補強工事を実施[2]。

## 教育目標
- 考える子
- 思いやりのある子
- 鍛える子
- よく働く子

出典：

## 学区
- 東保木間2丁目（3番 - 9番、11番 - 19番）
- 保木間1丁目（25番以降）
- 保木間2丁目（全域）
- 保木間3丁目（全域）
- 保木間4丁目（全域）
- 保木間5丁目（1番 - 16番、19番 - 26番）
- 南花畑5丁目（1番 - 3番、15番）

出典：

## 進学先中学校
公立中学校に進学する場合
- 足立区立渕江中学校 - 南花畑5丁目15番を除く地域から通う児童の主な進学先
- 足立区立花畑中学校 - 南花畑5丁目15番から通う児童の主な進学先

出典：

## アクセス
- 東武バス「綾40」・「綾40-2」の各系統のバスで、「保木間町」バス停下車後、
  - 「花畑団地」方面行のりばから、徒歩約280m・約5分。
  - 「綾瀬駅前」方面行のりばから、徒歩約290m・約5分。
- JR東日本常磐緩行線・東京メトロ千代田線綾瀬駅から上述の東武バスに乗車し、「保木間町」バス停下車後、徒歩。
  - 「綾瀬駅前」から「保木間町」まで、バスの所要時間は、18分から20分。
  - 「保木間町」から「綾瀬駅前」まで、バスの所要時間は、25分から30分。

## 周辺
- 足立区立渕江第一学童保育室 - 校地内に所在
- 足立区立保木間保育園 - 足立区道をはさんで、敷地が隣接。また、進級前保育園のひとつ。
- 足立区立在家公園
- 平塚歯科医院

このほか、周辺には複数の公園や「メゾン・ドメイユール」などのマンション・アパートが点在している。